# Sylvain Dubuisson
Pour les articles homonymes, voir Dubuisson.
Sylvain Dubuisson est un architecte et designer français né le 20 février 1946 à Bordeaux.

## Biographie
Il est le fils de l'architecte Jean Dubuisson (1914-2011) et le petit-fils de l'architecte Émile Dubuisson (1873-1947). Son fils Thomas Dubuisson, né à Londres en 1974 est aussi architecte.
Après deux ans à l'école nationale supérieure des beaux-arts à Paris il rejoint l'Institut d'architecture de Saint-Luc à Tournai (Belgique) dont il sort diplômé,.
Introduit dans le monde du design en 1984 avec sa lampe « Beaucoup de bruit pour rien », il se fait connaître avec la création du mobilier du bureau du ministre de la Culture Jack Lang en 1990 (bureau, fauteuil, guéridon).
Il expose aux côtés de Vincent Barré du 10 décembre 2010 au 6 mars 2011 au musée des beaux-arts de Rouen.

## Œuvres
Sylvain Dubuisson conçoit des objets essentiellement en production unique ou en série limitée.
- En 1994 à Rennes la sculpture Chrysalide située Place Rallier du Baty[6].
- En 1996 à Sceaux (Hauts-de-Seine), il a conçu les tables de la bibliothèque universitaire de la Faculté Jean Monnet de l'Université Paris-Sud 11, grâce à la procédure du 1 % artistique du Ministère de l'Éducation nationale.
- En 1998 dans la région bordelaise, le chai du château Haut Selve dans les Graves[7].
- La châsse reliquaire de la couronne de Jésus, dans la cathédrale Notre-Dame de Paris[8].

## Prix
- Grand Prix National de la création industrielle, 1990
- Lauréat du concours mobilier d'éclairage public pour la ville de Paris, 1998
- En 1994, lauréat du prix du Créateur de l’Année du Salon du Meuble.
- Lauréat du concours Mobilier Hospitalier organisé par l'Agence pour la Promotion de la Création Industrielle (APCI), à l'initiative du Ministère de la Culture DAP, Assistance Publique-Hôpitaux de Paris et avec le soutien du Ministère de l'Industrie et du Commerce Extérieur, 1993
- Lauréat du concours Lampes de bureau organisé par l'Agence pour la Promotion de la Création Industrielle (APCI), 1984

## Décorations
- Chevalier de l'ordre national du Mérite (nommé par décret du 10 novembre 1998)[9]
- Commandeur de l'ordre des Arts et des Lettres (2024)[10]

## Articles de références
- Sylvain Dubuisson, couteau suisse du design, Télé Matin 15 mars 2017
- Grégoire Allix, « Sylvain Dubuisson, l'intello du design », Le Monde,‎ 13 décembre 2006 (lire en ligne, consulté le 25 décembre 2023)
- Bureau « 1989 », modèle « Appartement »